# Юргенсон, Лео Карлович
Лео Карлович Юргенсон (эст. Leo Jürgenson, 21 января 1901, Тамса, Тартумаа — 7 сентября 1986, Таллин) — эстонский советский учёный в области технологии животноводства. Заслуженный деятель науки Эстонской ССР (1945), член-корреспондент АН Эстонской ССР (1946).

## Биография
Родился в деревне Тамса. После приходской школы Кяркна учился в Юрьевской Александровской гимназии и частной гимназии Хуго Треффнера, которую окончил в 1920 году. В 1924 году окончил механический факультет Таллинского техникума. В 1925—1929 годах учился в Массачусетском технологическом институте; магистр наук (1926), доктор технических наук (1929).
Во время летних каникул работал на портовых заводах Таллина и на российско-балтийской верфи, в 1925 году в США в сухих доках Бостона на Вифлеемской верфи; во время учёбы в университете с 1925 по 1929 год был инженером-проектировщиком в Бостонской архитектурной компании; в 1929—1934 гг. — научный сотрудник лаборатории механики грунтов Массачусетского технологического института.
После возвращения в Эстонию, в 1935—1936 годах был профессором инженерного факультета строительных конструкций Тартуского университета. С 1936 по 1984 год преподавал в Таллинском техническом университете: профессор строительных конструкций и гражданского строительства и заведующий лабораторией строительного образования (1936—1944); заместитель директора (1944—1946); профессор и заведующий кафедрой зданий (1944—1948); заведующий кафедрой архитектуры (1948—1975); профессор кафедры строительных материалов (1975—1984); заведующий лабораторией строительной физики в животноводческих помещениях (1954—1977).
С 1930-х годов работал над составлением эстонского технического словаря, выступал на международных конгрессах по механике грунтов; был одним из основателей строительной физики в Эстонии; результаты его исследований были также применены за рубежом. Научный руководитель лаборатории строительной физики ТПИ животноводческих комплексов (1954—1977); заместитель председателя Межведомственного комитета по терминологии Эстонской ССР 1964 года, активный член и заместитель председателя комитета по терминологии Международной ассоциации механики грунтов и строительства фундаментов «Символы, единицы и определения» (1969—1981). Член Общества родного языка и Республиканской православной комиссии Эстонской ССР; один из основателей Таллинского дома учёных.
В 1946 году избран членом-корреспондентом АН Эстонской ССР (строительство, механика грунтов).